# Wincenty Oszustowski
Wincenty Oszustowski (ur. 6 sierpnia 1903 w Lublinie, zm. 1974) -  mechanik lotniczy. 
Absolwent Centralnej Szkoły Mechaników Lotniczych w Bydgoszczy (1926). Po jej ukończeniu służył w 11 Pułku Lotniczym w Lidzie oraz w III Dywizjonie Myśliwskim w Krakowie. Uczestnik kampanii wrześniowej w Armii Kraków, następnie przedostał się do Francji, gdzie był zastępcą mechaników w 345 Dywizjonie Myśliwskim Polskich Sił Powietrznych. Następnie walczył w 308 Dywizjonie Myśliwskim i 316 dywizjonie. W 1947 zamieszkał w Krakowie, był racjonalizatorem w Wytwórni Papierosów w Czyżynach. Radny miejski w latach 1954-1957. Otrzymał liczne odznaczenia (m.in. Medal Lotniczy trzykrotnie, Srebrny Medal na Polu Chwały, Krzyż Kawalerski Orderu Odrodzenia Polski, medale angielskie i francuskie).